# Jerzy Regulski

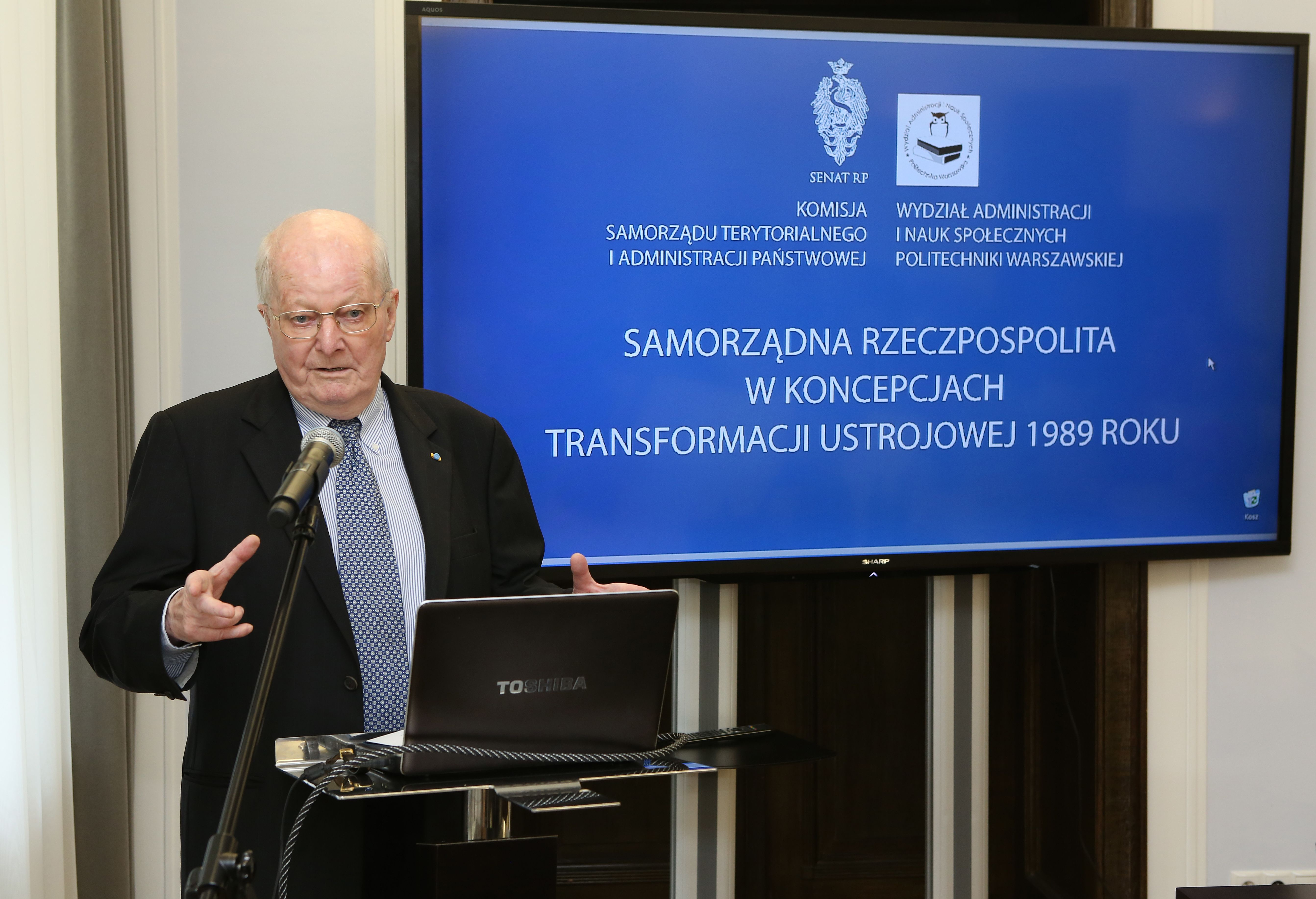
Jerzy Regulski im Senat der Republik Polen während einer Konferenz über die Selbstverwaltung nach der systemischen Transformation (2014).

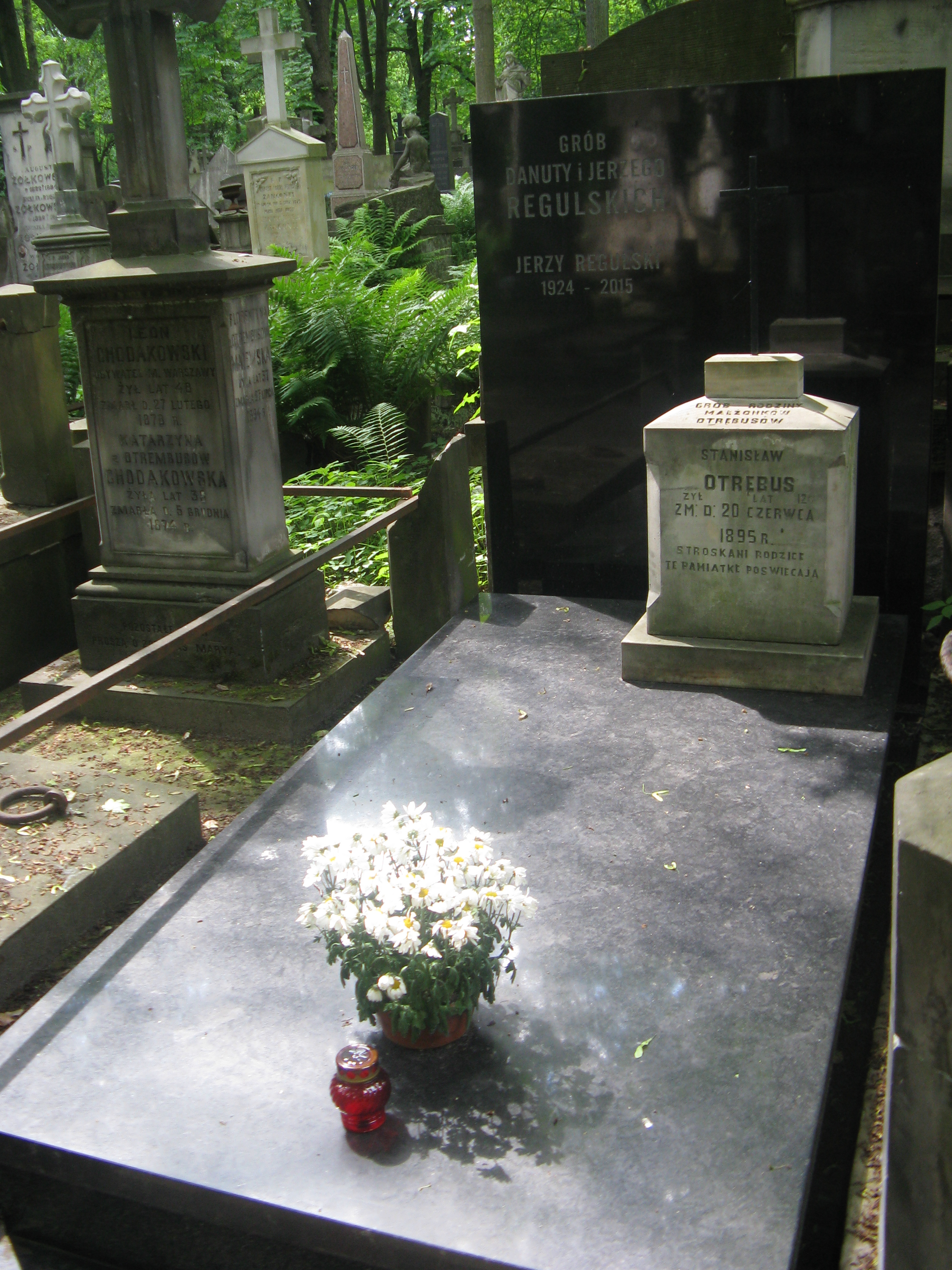
Das Grabmal von Jerzy Regulski

Jerzy Juliusz Regulski (* 9. Juli 1924 in Żółwin; † 12. Februar 2015 in Warschau) war ein polnischer Wirtschaftswissenschaftler und Hochschullehrer, Professor für Wirtschaftswissenschaften. Von 2010 bis 2015 war er Berater des polnischen Präsidenten für Fragen der Selbstverwaltung, ein Experte auf dem Gebiet der kommunalen Selbstverwaltung und Senator der I. Legislaturperiode.

## Leben
Jerzy Regulski wurde im Herrenhaus in Zarybie, in Żółwin, geboren. Er war der Ururenkel von Oberst Józef Regulski und der Sohn von Janusz und Halina geb. Maciejowska. Im Mai 1942 trat er der militärischen Organisation Związek Jaszczurczy bei. Im September desselben Jahres trat er der Unteroffiziersschule der Nationalen Streitkräfte in Warschau bei. Ab November 1943 war er Truppführer in einer Funkverbindungseinheit der NSZ und ab September 1944 Adjutant des Kommandanten des Bezirks Częstochowa der NSZ. Im November 1945 wurde er von Mitarbeitern des MBP festgenommen, anschließend wurde er im Mokotów-Gefängnis gefangen gehalten und gefoltert. Er wurde im Oktober 1946 bedingt entlassen.
Er absolvierte sein Studium an der Fakultät für Ingenieurwesen der Technischen Universität Warschau und am Centre de Recherche d’Urbanisme in Paris. Er erlangte die Titel eines Doktors und eines habilitierten Doktors. Anschließend wurde er an der TU Warschau außerordentlicher Professor und schließlich ordentlicher Professor (1985). Er spezialisierte sich auf Stadtentwicklung und Raumplanung. Er veröffentlichte über 200 Bücher und Abhandlungen und hielt Vorlesungen an Dutzenden von Universitäten. Er erhielt die Ehrendoktorwürden der Universität Łódź und der dänischen Universität Roskilde.
Ab den 80er Jahren organisierte er Forschungen zur Wiederherstellung der kommunalen Selbstverwaltung. Während der Gespräche am Runden Tisch 1989 war er einer der Ko-Vorsitzenden des Teams für kommunale Angelegenheiten. Im selben Jahr wurde er als Vertreter des Bürgerkomitees Senator der ersten Legislaturperiode der Woiwodschaft Jelenia Góra, anschließend trat er der ROAD und der Demokratischen Union bei. Er leitete die parlamentarischen Arbeiten an einem Paket zur Kommunalreform, um dann als Regierungsbeauftragter für die Kommunalreform ab 1990 deren Umsetzung zu koordinieren. In den Jahren 1992–1997 war er Botschafter und Ständiger Vertreter der Republik Polen beim Europarat in Straßburg. Er war auch Vorsitzender des Rates für Staatsreformen beim Ministerpräsidenten während der Regierung von Jerzy Buzek.
Im Jahr 1989 gehörte er zu den Initiatoren der Gründung der Stiftung für die Entwicklung der lokalen Demokratie, in der er bis zu seinem Tod das Amt des Präsidenten innehatte. Im Jahr 2007 trat er dem Programmrates des von Stefan Bratkowski wiederbelebten Konwersatoriums „Erfahrung und Zukunft“ bei. Er war Mitglied des Unterstützungskomitees von Bronisław Komorowski vor den vorgezogenen Präsidentschaftswahlen 2010. Am 7. Oktober 2010 wurde er zum Berater des Präsidenten für Kommunalangelegenheiten ernannt.

## Auszeichnungen, Ehrungen und Gedenken
- 1994: Medaille des Nationalen Sejmik für Kommunale Selbstverwaltung
- 1999: Ordens Polonia Restituta
- 2000: Grzegorz Palka-Preis für Verdienste um die Selbstverwaltung
- 2000: Preis der polnischen Selbstverwaltungsverbände für die Durchführung der staatlichen Strukturreform
- 2010: Orden des Weißen Adlers
- 2015: Ehrenmedaille für Verdienste um die Kommunale Selbstverwaltung, postumverliehen. Er ist auch mit dem Kreuz der Nationalen Militäraktion und der „Pro Memoria“-Medaille ausgezeichnet worden.

2010 wurde er Ehrenbürger der Stadt Podkowa Leśna und 2012 von Warschau.
Im Jahr 2016 wurde der Jerzy Regulski-Preis ins Leben gerufen. 2020 wurde er mit einer Gedenktafel am Gebäude des Wielkopolski Ośrodek Kształcenia i Studiów Samorządowych in Poznań anlässlich des 30-jährigen Jubiläums der Wiederherstellung der kommunalen Selbstverwaltung in Polen geehrt. 2021 wurde eine Allee im Tadeusz Mazowiecki Park in Warschau nach ihm benannt.

## Publikationen
- Życie splecione z Historią: (Zakład Narodowy im. Ossolińskich). Wrocław 2014. ISBN 978-83-61056-63-8

## Bibliografie
- Nota biograficzna na stronie FRDL (Memento vom 12. Oktober 2017 im Internet Archive)
- Prof. zw. dr hab. Jerzy Regulski, in: Datenbank „People of Science“ des Portals Nauka Polska (OPI PIB), abgerufen am 2. September 2020.